# Калофака волзька
Вільгунець волзький, калофа́ка во́лзька (Calophaca wolgarica) — багаторічна рослина родини бобових. Ендемік південно-східної частини Східної Європи, занесений до Червоних книг України, Казахстану, Росії, Європейського Червоного списку. Формація калофаки волзької занесена до Зеленої книги України. Належить до кормових та декоративних рослин.

## Опис

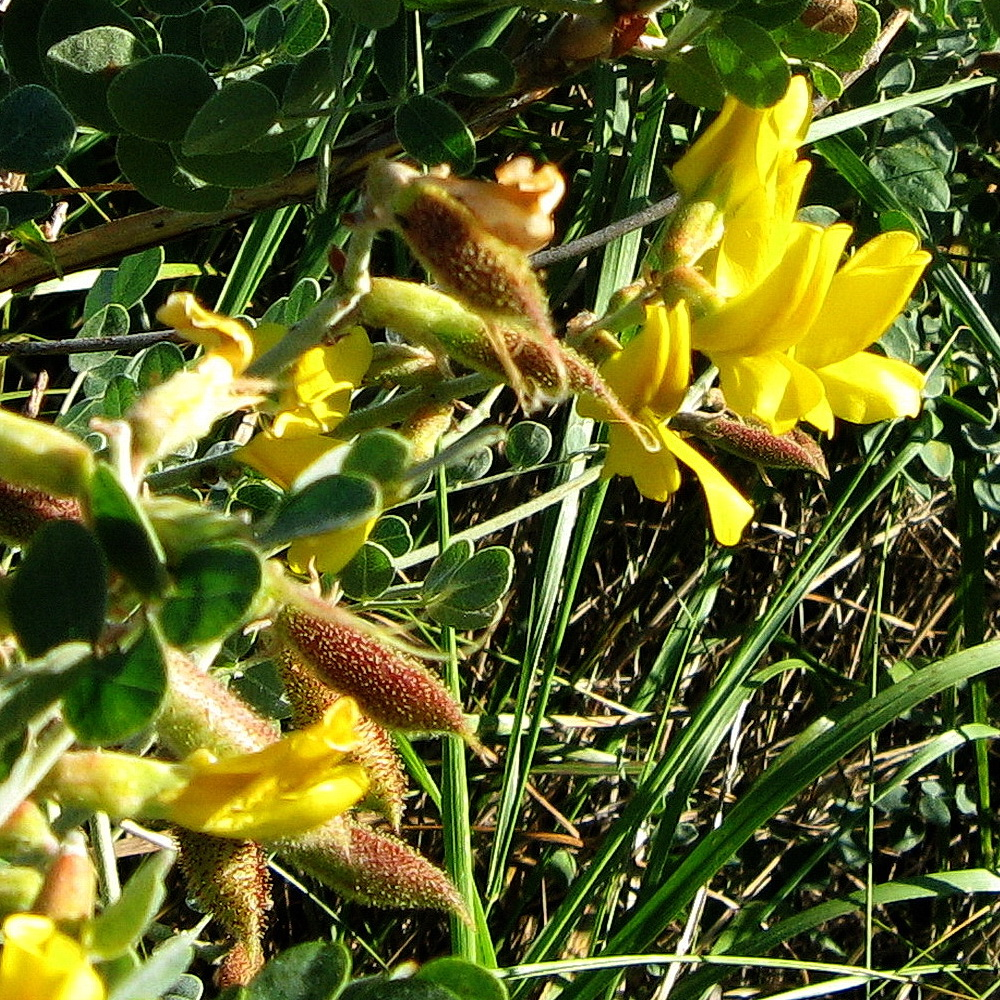

Кущ заввишки 20-120 см. Крона розлога, 88-130 см завширшки. Стебла висхідні, розгалужені від основи, завдовжки 33-60 см, на одній рослині їх може бути від 12 до 38. Молоді пагони жовтувато-пухнасті, старі — з волокнистими відшаруваннями світло-коричневої кори. Листки чергові, непарнопірчасті, завдовжки 4,8-6,6 см, завширшки 1,89-2,5 см. Листочки овальні або еліптичні, знизу шерстисто-пухнасті, зверху менше опушені, шкірясті, завдовжки 0,8-1,36 см, завширшки 0,6-0,75 см.
Суцвіття — зріджена видовжена китиця з 4-8 квіток на квітконосах до 10 см завдовжки, що підносяться над кроною. Віночок яскраво-жовтий, 20-25 мм завдовжки, у двічі перевищує залозисто-опушену чашечку. Плід — довгасто-циліндричний, світло-коричневий біб, 2-3,6 см завдовжки, 0,5-0,74 см завширшки, вкритий темно-червоними залозистими щетинками.

## Екологія
Світлолюбна, посухо- та холодостійка рослина (витримує морози до −23… −29 °C), чутлива до вмісту карбонатів у ґрунті. При помірному випасанні розвивається дуже добре, при надмірному — знаходиться у пригніченому стані. За сприятливих умов утворює щільні зарості.
Розмножується виключно насінням. Квітне у червні-липні.

## Поширення
Ареал цього виду належить до сарматського географічного типу, тобто охоплює терени давнього Сарматського моря — це сучасне Східне Причорномор'я, пониззя Дону, Волги, Західний Казахстан. У Передкавказзі відомі лише поодинокі знахідки, здійснені на околицях Ставрополя, Бешпагирських висотах, уздовж річки Манич.
В межах України трапляється у Криму, Запорізькій, Донецькій та Луганській областях. Зростає переважно на пологих вапнякових або крейдяних схилах, багатих на карбонати чорноземах, рідше — відшаруваннях граніту та гнейсу.

## Значення та статус виду

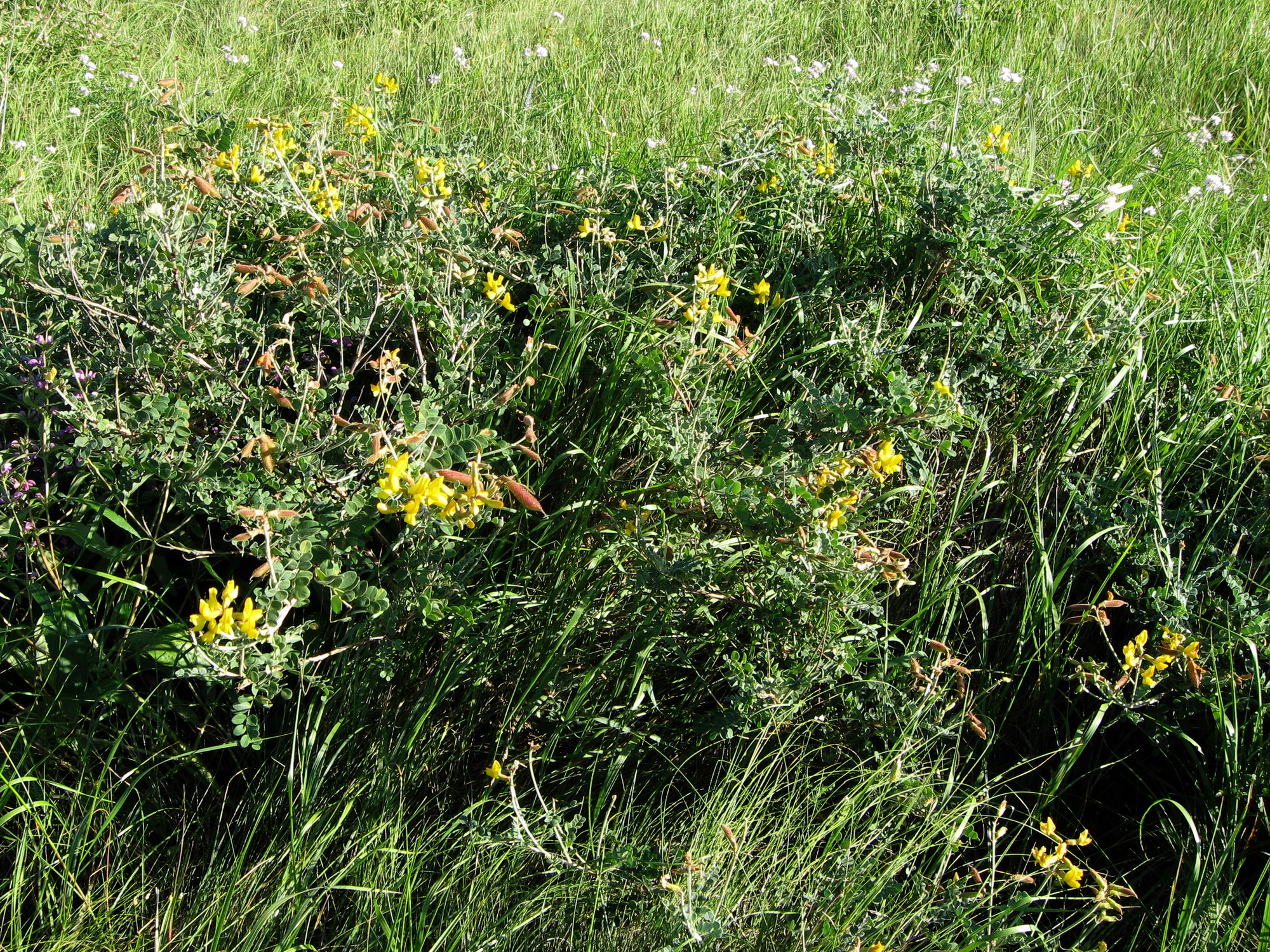
Формація калофаки волзької. Запорізька область

Як й інші бобові, калофака є добрим кормом для худоби (особливо навесні та початку літа), проте через низьку щільність популяцій не відіграє помітної ролі у сільському господарстві. Її стебла містять волокна, придатні для виготовлення мотузок. 
Як декоративна рослина у культурі відома з 1786 року, вирощується в ботанічних садах степової зони.
Головними чинниками, що спричинюють зникнення калофаки волзької, є розорювання ділянок степу, надмірне випасання худоби та видобуток каменю у місцях її зростання. В Україні охороняється у «Провальскому степу» (філія Луганського заповідника), Кальміуському заповіднику, «Хомутовському степу» та «Кам'яних Могилах» (філії Українського степового заповідника).

## Синоніми
- Adenocarpus wolgensis Spreng.
- Calophaca wolgarica var. tianschanica Popov
- Colutea wolgarica (L.f.) Lam.
- Cytisus an-nigricans Pall.
- Cytisus pinnatus Pall.
- Cytisus wolgaricus L.f.[3]